# Sulitelma
Sulitelma (norsk: Sulitjelma) er et bymæssigt område i Fauske kommune i Nordland fylke i Norge. Sulitelma har vejforbindelse til Fauske.
Navnet Sulitelma er af pitesamisk oprindelse, men det har en uklar betydning. En mulig tolkning er «Øjnenes tærskel», en anden er «Solens øje.»

## Historie
Sulitelma har helt fra de tidligste tider været et samisk område. Arkæologiske fund knytter samerne til området over et tusinde år tilbage i tiden. Sommergræsning for tamrener er dokumenteret tilbake til slutningen af 1500-tallet.
Først i 1848 slog norske kolonister sig ned i Sulitelma. 
I 1858 blev der fundet kobber- og svovlkis i området, og der blev igangsat en begrænset og sporadisk forsøgsdrift. Først da den svenske industrimand Nils Persson i 1887 sikrede sig rettighederne til forekomsten, blev der iværksat minedrift i større omfang. Da undersøgelsesarbejdet fastslog, at forekomsten var økonomisk bæredygtig, blev Sulitelma aktieselskab etableret i 1891. Derefter oplevede virksomheden og stedet en nærmest eksplosionsagtig udvikling. Selskabet producerede både svovlkis og kobber, og allerede tidligt i det 20. århundrede var det landets største og samtidig den næststørste industrivirksomhed. Ved sin kulmination i 1913 havde selskabet 1750 ansatte.
I 1983 gik minekoncessionen tilbage til staten, som dermed overtog driften. Den sidste rest af minedrift i Sulitelma blev lukket i 1991.

## Eksterne links
- Sulitelma besøgsmine, Salten Museum Arkiveret 8. juni 2007 hos  Wayback Machine

67°7′59″N 16°4′50″Ø / 67.13306°N 16.08056°Ø